# Ballbreaker
Ballbreaker — тринадцятий австралійський та дванадцятий міжнародний студійний альбом австралійського хард-рок гурту AC/DC, випущений 26 вересня 1995 року.

## Список композицій
Всі пісні написані Ангусом Янгом та Малколмом Янгом
| #   | Назва                         | Тривалість |
| --- | ----------------------------- | ---------- |
| 1.  | «Hard as a Rock»              | 4:31       |
| 2.  | «Cover You in Oil»            | 4:32       |
| 3.  | «The Furor»                   | 4:10       |
| 4.  | «Boogie Man»                  | 4:07       |
| 5.  | «The Honey Roll»              | 5:34       |
| 6.  | «Burnin' Alive»               | 5:05       |
| 7.  | «Hail Caesar»                 | 5:14       |
| 8.  | «Love Bomb»                   | 3:14       |
| 9.  | «Caught with Your Pants Down» | 4:14       |
| 10. | «Whiskey on the Rocks»        | 4:35       |
| 11. | «Ballbreaker»                 | 4:31       |

## Музиканти
- Брайан Джонсон — вокал
- Анґус Янґ — електрогітара
- Малколм Янґ — ритм-гітара
- Вільямс Кліфф — бас-гітара
- Філ Радд — барабани

## Позиції в чартах
| Рік  | Чарт                         | Позиція |
| ---- | ---------------------------- | ------- |
| 1995 | Australian ARIA Albums Chart | 1       |
| 1995 | Billboard 200                | 4       |
| 1995 | UK Albums Chart              | 6       |

## Сертификація
| Країна    | Продажі   | Сертифікація          |
| --------- | --------- | --------------------- |
| США       | 2 000 000 | двічі платиновий диск |
| Фінляндія | 38 732    | золотий диск          |